# Mary Browne
Mary Kendall Browne (Contea di Ventura, 3 giugno 1891 – Laguna Hills, 19 agosto 1971) è stata una tennista statunitense.

## Biografia
Nata nello stato della California, dal 1921 (anno in cui iniziarono i rank) fu fra le migliori dieci così nel 1924 e nel 1926, il suo rank più elevato fu il 3º
Vinse tre anni consecutivi il singolare femminile degli U.S. National Championships dal 1912 al 1914:
| Anno | Torneo                 | Avversario in finale | Punteggio     |
| 1912 | U.S. Championships     | Eleonora Sears       | 6–4, 6–2      |
| 1913 | U.S. Championships (2) | Dorothy Green        | 6–2, 7–5      |
| 1914 | U.S. Championships (3) | Marie Wagner         | 6–2, 1–6, 6–1 |

Nel 1926 giunse in finale all'Open di Francia (singolare femminile) venendo sconfitta da Suzanne Lenglen con il punteggio di 6-1, 6-0.

## Riconoscimenti
- International Tennis Hall of Fame, 1957